# Lorenza Avemañay
Lorenza Avemañay Tacuri (Cebadas, 1750 - Riobamba, setembre de 1803), també citada com Lorenza Avemanay, va ser una curandera indígena de la província de Quito, dintre del virregnat de Nova Granada, líder d'una insurrecció contra els impostos a Guamote entre el 27 de febrer i l'1 de març de 1803.
Nascuda el 1750, era d'un poble anomenat Cebadas, pròxim a Guamote, a l'actual província de Chimborazo. Al llarg de la seva vida va dedicar-se a fer de curandera.
El 1803 va ser una de les líders que va mobilitzar una revolta indígena a causa de l'ordre de pagament dels delmes, uns tributs que es pagaven en espècie que es repartien les autoritats civils, eclesiàstiques i la corona. Els impostos eren refusats pels pobles indígenes i es van arribar a importants enfrontaments per aconseguir la seva eliminació. El 27 de març de 1803, el pregoner a Guamote va ordenar el pagament de tributs, i ràpidament les dones allà presents el van capturar i, despullat, el van arrossegar fins a la plaça del poble i el cementiri. Després, amb la col·laboració d'altres indígenes, foren capturats també altres dirigents i personalitats de la zona vinculades a les autoritats espanyoles. Tots van ser assassinats i esquarterats, i les dones van treure'ls els ulls, les quals se'ls haurien menjat o desat com a record.
El lideratge va anar principalment a càrrec de les dones, a banda d'Avemañay, hi havia també Lorenza Peña i Jacinta Juárez. Aquesta mena de moviments liderats per dones no era nou, i la mateixa Audiència Reial de Quito va comparar aquesta amb altres revoltes succeïdes anteriorment. En aquest cas, Avemañay es va convertir en l'estratega principal de la revolta. Per aconseguir l'èxit va imitar les mateixes tàctiques que utilitzaven els militars espanyols i va dissenyar un atac d'acord amb l'estil de les autoritats colonials. El diumenge 28 de febrer va agafar per sorpresa l'enemic durant la missa, els indígenes van matar diversos oficials abans que les autoritats de Quito tinguessin temps de reaccionar.
Uns dies més tard, les autoritats van mobilitzar tropes per sufocar la revolta, que va acabar l'1 de març i va començar a represaliar els revoltats. Avemañay i la resta de dones van ser empresonades a Quito, i al cap de sis mesos, sentenciades a mort, van ser retornades a Riobamba, a la seva província. Juntament amb Peña i Juárez va ser penjada, després el seu cos va ser esquarterat i els seus membres penjats en pals als camins.
La història immediatament posterior, especialment per part dels mestissos, va considerar Avemañay i la revolta van considerar de forma negativa, qualificant-la a la líder de «diablessa índia». A més, el seu lideratge pràcticament no es recordat en els arxius oficials, malgrat que la seva memòria s'ha mantingut en les cançons populars com a heroïna de la resistència indígena, i darrerament ha estat ressuscitada com una icona de les publicacions estatals sobre heroïnes femenines de la història de l'Equador.